# Pârâul Beldii
Pârâul Beldii este un curs de apă, afluent al Râului Negru. Se formează la confluența a două brațe Cornetul și Mocirla